# 2018 en handball
| Années du handball : 2015 - 2016 - 2017 - 2018 - 2019 - 2020 - 2021    |
| Décennies du handball : 1980 - 1990 - 2000 - 2010 - 2020 - 2030 - 2040 |

Cet article présente les faits marquants de l'année 2018 en handball.

## Par mois

### Janvier
- Du 12 au 28 janvier : 13e édition du championnat d'Europe masculin en Croatie (cf. ci-dessous). L'Espagne remporte son premier titre dans la compétition après quatre défaites (1996, 1998, 2006, 2016). La Suède, malgré un bilan final de 4 victoires pour 4 défaites s'adjuge la médaille d'argent. La France, seule équipe à avoir remporté tous ses matchs à l'issue du tour principal, est battue en demi-finale par les Espagnols mais remporte la médaille de bronze aux dépens du Danemark.

### Avril
- 3 avril : l'équipe de Russie féminine junior est disqualifiée et privée de sa médaille d'argent au Championnat d'Europe 2017 pour cause de dopage[1],[2],[3].
- 13 avril : le FC Barcelone est battu en championnat par Granollers après presque cinq ans d’invincibilité en Espagne. Barcelone n’avait plus perdu depuis le 18 mai 2013 (contre Logrono, 33-31) soit 145 victoires et un match nul en championnat ou 184 victoires et un match nul si on compte les coupes nationales[4].
- du 18 au 29 avril : Quarts de finale de la Ligue des champions masculine. Les deux premiers des poules hautes, le Vardar Skopje et le Paris Saint-Germain, parviennent à se qualifier pour la Finale à quatre : les Macédoniens, tenants du titre, ont bénéficié de la règle du nombre de buts marqués à l'extérieur pour écarter le THW Kiel, tandis que les Parisiens remportent leurs deux matchs face au KS Kielce comme lors de la phase de poule. Deux autres clubs français obtiennent leurs qualifications : le HBC Nantes écarte les Danois du Skjern Håndbold et le Montpellier Handball, tombeur du SG Flensburg-Handewitt, est le premier club issu des poules basses à atteindre la Finale à quatre. De plus, il s'agit de la première fois qu'un même pays parvient à placer trois clubs en demi-finale depuis la création de la Finale à quatre.

### Mai
- 12 et 13 mai : Finale à quatre de la Ligue des champions féminine. En finale, comme lors de la saison précédente, le club hongrois du Győri ETO KC s'impose après prolongation face au club macédonien du Vardar Skopje 27 à 26 et remporte ainsi son quatrième titre dans la compétition. En revanche, pour le Vardar, cette seconde défaite en finale (précédée de trois troisièmes places) risque d'être sans lendemain puisque le club a décidé de libérer toutes ses joueuses sous contrat à l'intersaison pour laisser la place aux jeunes formées au club[5].
- 19 et 20 mai : Finale à quatre de la Coupe de l'EHF masculine. Organisée par le SC Magdebourg, deux autres clubs allemands, le Frisch Auf Göppingen le tenant du titre et le Füchse Berlin, ainsi qu'un club français, le Saint-Raphaël Var Handball, sont opposés lors de ce Final Four. Lors de la première demi-finale, grâce notamment aux 12 buts de Raphaël Caucheteux, Saint-Raphaël réussit l'exploit de s'imposer 28 à 27 face à Magdebourg qui était invaincu à domicile depuis 6 saisons[6],[7]. Dans l'autre demi-finale, Berlin écarte Göppingen 27 à 24. Pour sa première finale européenne, le Saint-Raphaël Var Handball, trop peu dangereux sur la base arrière, n'a pas réussi à battre Berlin (25-28)[8],[9]. Pour Berlin, il s'agit du deuxième titre dans la compétition après celui obtenu en 2015 tandis que pour Saint-Raphaël, il s'agit de leur première finale européenne mais également de la cinquième défaite en finale en six ans pour le handball français dans la compétition après Dunkerque en 2012, Nantes en 2013 et  2016 et Montpellier en 2014.
- 20 mai : finale retour du Championnat de Hongrie : Fragilisés par leur élimination précoce en Ligue des Champions, les joueurs du Veszprém KSE avaient concédé une défaite de quatre buts (32-28) à Szeged lors du match aller de la finale du championnat hongrois et n'est pas parvenu à renverser la vapeur au match retour : onze ans après leur dernier titre, le SC Pick Szeged est a nouveau champion de Hongrie[10].
- 23 mai : avant-dernière journée du Championnat de France. Battu par le Saint-Raphaël Var Handball 26 à 25, le Montpellier Handball doit laisser au Paris Saint-Germain Handball la première place qu'il occupait depuis la huitième journée[11],[12].
- 26 et 27 mai : Finale à quatre de la Ligue des champions masculine. Pour la première fois, un même pays, la France, parvient à placer trois clubs aux trois premières places. Il s'agit également de la première fois depuis la création de la Finale à quatre en 2010 qu'un même pays est représenté par trois clubs. Ainsi, le Montpellier Handball, pourtant issu des poules basses, remporte son deuxième titre dans la compétition après 2003 en battant en finale le Handball Club de Nantes dont il ne s'agit que de la deuxième participation à la compétition. Comme lors des précédentes finales à quatre, le favori, le Paris Saint-Germain n'est pas parvenu à remporter le titre et doit se contenter de la troisième place après sa victoire face au tenant du titre, le Vardar Skopje.

### Juin
- Du 18 juin au 24 juin : 17e et dernière édition du Championnat panaméricain masculin est remporte par l'Argentine au Groenland (cf. ci-dessous).

### Décembre
- Du 29 novembre au 4 décembre : 1re édition du Championnat d'Amérique du Sud et centrale féminin au Brésil (cf. ci-dessous).
- Du 29 novembre au 16 décembre : 13e édition du championnat d'Europe féminin en France (cf. ci-dessous).

## Par compétitions

### Championnat d'Europe masculin
|                            | Nation  |
| -------------------------- | ------- |
| Médaille d'or, Europe      | Espagne |
| Médaille d'argent, Europe  | Suède   |
| Médaille de bronze, Europe | France  |

La treizième édition du championnat d'Europe masculin a eu lieu du 12 au 28 janvier 2018 en Croatie.
L'Espagne remporte son premier titre dans la compétition après quatre finales perdues (1996, 1998, 2006, 2016). La Suède, malgré un bilan final de 4 victoires pour 4 défaites s'adjuge la médaille d'argent. La France, seule équipe à avoir remporté tous ses matchs à l'issue du tour principal, est battue en demi-finale par les Espagnols mais remporte la médaille de bronze aux dépens du Danemark.
Championnat d'Europe 2018
L'équipe-type désignée à l'issue du tournoi est composée de :
- Meilleur joueur : Jim Gottfridsson,  Suède
- Meilleur gardien de but : Vincent Gérard,  France
- Meilleur ailier gauche : Manuel Štrlek,  Croatie
- Meilleur arrière gauche : Mikkel Hansen,  Danemark
- Meilleur demi-centre : Sander Sagosen,  Norvège
- Meilleur arrière droit : Alex Dujshebaev,  Espagne
- Meilleur ailier droit : Ferrán Solé,  Espagne
- Meilleur pivot : Jesper Nielsen,  Suède
- Meilleur défenseur : Jakov Gojun,  Croatie

### Championnat panaméricain masculin
|                              | Nation    |
| ---------------------------- | --------- |
| Médaille d'or, Amérique      | Argentine |
| Médaille d'argent, Amérique  | Brésil    |
| Médaille de bronze, Amérique | Chili     |

La 17e et dernière édition du Championnat panaméricain masculin s'est déroulée du 18 juin au 24 juin à Nuuk au Groenland.
L'Argentine remporte cette dernière édition en s'imposant en finale face au Brésil 29 à 24.
Statistiques et récompenses
- Meilleur joueur :  Henrique Teixeira (en)
- Meilleur buteur :  Fábio Chiuffa, 45 buts

### Championnat d'Amérique du Sud et central féminin
|                    | Nation    |
| ------------------ | --------- |
| Médaille d'or      | Brésil    |
| Médaille d'argent  | Argentine |
| Médaille de bronze | Paraguay  |

La 1re édition du Championnat d'Amérique du Sud et centrale féminin de handball s'est déroulée du 29 novembre au 4 décembre à Maceió au Brésil.
Le Brésil s'impose à domicile pour cette 1re édition devant l'Argentine et le Paraguay.
Statistiques et récompenses
- Meilleure buteuse :  Mariana Costa, 25 buts

### Championnat d'Europe féminin
|                            | Nation   |
| -------------------------- | -------- |
| Médaille d'or, Europe      | France   |
| Médaille d'argent, Europe  | Russie   |
| Médaille de bronze, Europe | Pays-Bas |

La treizième édition du Championnat d'Europe féminin de handball a eu lieu du 29 novembre au 16 décembre 2018 en France.
À domicile, la France remporte son premier titre dans la compétition en disposant en finale de la Russie qui l'avait battue lors du match d'ouverture et en finale des Jeux olympiques en 2016. Elle confirme ainsi son titre de Championne du monde acquis un an plus tôt. Les Pays-Bas, demi-finaliste des quatre précédentes compétitions internationales, confirme son statut en remportant la médaille de bronze aux dépens de la Roumanie qui a perdu sur blessure en cours de compétition sa star Cristina Neagu. Quant à la Norvège, vainqueur de 6 des 7 dernières éditions de l'Euro, elle doit se contenter de la 5e place.
| \| · Leynaud · Mehmedović · Pintea · Martín · Háfra · Oftedal · Stolle Meilleure joueuse : Viakhireva Meilleure défenseure : Dulfer Meilleure marqueuse : Krpež (50 buts) \| |
| Équipe-type du championnat d'Europe 2018 |
| · Leynaud · Mehmedović · Pintea · Martín · Háfra · Oftedal · Stolle Meilleure joueuse : Viakhireva Meilleure défenseure : Dulfer Meilleure marqueuse : Krpež (50 buts)       |

L'équipe-type du tournoi est composée des joueuses suivantes, :
- Meilleure joueuse :  Anna Viakhireva
- Meilleure gardienne de but :  Amandine Leynaud
- Meilleure ailière droite :  Carmen Martín
- Meilleure arrière droite :  Alicia Stolle
- Meilleure demi-centre :  Stine Bredal Oftedal
- Meilleure pivot :  Crina Pintea
- Meilleure arrière gauche :  Noémi Háfra
- Meilleure ailière gauche :  Majda Mehmedović
- Meilleure défenseure :  Kelly Dulfer
- Meilleure marqueuse :  Katarina Krpež, 50 buts

## Meilleurs handballeurs de l'année 2018

### Joueurs
Le 21 février 2019, l'IHF a dévoilé la liste des nommés pour le titre de meilleurs handballeurs de l'année 2018. Les cinq joueurs nommés ont été choisis par l'IHF à partir d'une sélection proposée par un groupe d'experts formé de membres de l'IHF et de sélectionneurs d'équipes nationales. Elle fait suite à l'élection annulée en 2017.
Chez les femmes, Cristina Neagu, élue en 2010, 2015 et 2016, est élue pour la quatrième fois meilleure handballeuse mondiale de l'année,. Les résultats détaillés ne sont pas connus, mais les joueuses nommées étaient :
- Cristina Neagu (arrière gauche)
  -  Roumanie : 3e meilleure marqueuse (44 buts) et 4e à l'Euro 2018 ; meilleure marqueuse de l'histoire du Championnat d'Europe (237 buts),
  -  CSM Bucarest : meilleure marqueuse (110 buts) et 3e de la Ligue des champions, vainqueur du Championnat et de la Coupe de Roumanie.
- Amandine Leynaud (gardienne de but)
  -  France : élue meilleure gardienne et vainqueur de l'Euro 2018,
  -  Vardar Skopje en 2017/18 et  Győri ETO KC en 2018/19 : finaliste et MVP du Final 4 de la Ligue des champions, vainqueur du Championnat et de la Coupe de Macédoine.
- Estelle Nze Minko (arrière gauche)
  -  France : 5e meilleure marqueuse (38 buts à 82,6 %) et vainqueur de l'Euro 2018,
  -  Siófok KC : néant
- Stine Bredal Oftedal (demi-centre)
  -  Norvège : élue meilleure demi-centre de l'Euro 2018,
  -  Győri ETO KC : vainqueur de la Ligue des champions, vainqueur du Championnat et de la Coupe de Hongrie.
- Anna Viakhireva (arrière/ailière droite) : 
  -  Russie : élue meilleure joueuse, 4e meilleure marqueuse (43 buts) et finaliste de l'Euro 2018,
  -  Rostov-Don : 4e de la Ligue des champions, vainqueur du Championnat et de la Coupe de Russie.

Chez les hommes, seul Mikkel Hansen, déjà distingué en 2011 et 2015, figure parmi les joueurs déjà élus et est d'ailleurs honoré pour la troisième fois, égalant le record de Nikola Karabatic. Les résultats détaillés ne sont pas connus, mais les joueurs nommés étaient :
- Mikkel Hansen (arrière gauche)
  -  Danemark : élu meilleur arrière gauche, 2e meilleur marqueur et 4e de l'Euro 2018,
  -  Paris Saint-Germain : 3e de la Ligue des champions, vainqueur du Championnat et de la Coupe de France.
- Vincent Gérard (gardien de but)
  -  France : élu meilleur gardien, 2e meilleur gardien (en pourcentage d'arrêts) et médaillé de bronze de l'Euro 2018,
  -  Montpellier Handball : vainqueur de la Ligue des champions, 2e du Championnat de France.
- Jim Gottfridsson (demi-centre)
  -  Suède : élu meilleur joueur et finaliste de l'Euro 2018,
  -  SG Flensburg-Handewitt : vainqueur du Championnat d'Allemagne
- Rasmus Lauge (demi-centre)
  -  Danemark : 3e meilleur buteur (40 buts) et 4e de l'Euro 2018,
  -  SG Flensburg-Handewitt : vainqueur du Championnat d'Allemagne
- Sander Sagosen (demi-centre, arrière gauche)
  -  Norvège : élu meilleur demi-centre de l'Euro 2018,
  -  Paris Saint-Germain : élu meilleur arrière gauche et 3e de la Ligue des champions, vainqueur du Championnat et de la Coupe de France.

### Entraîneurs
Le 7 mai 2019, l'IHF a dévoilé la liste des nommés pour le titre de meilleur entraîneur de l'année 2018.
Pour les équipes masculines, Didier Dinart, élu en 2016, est élu pour la deuxième fois meilleur entraîneur mondial de l'année. Les résultats détaillés ne sont pas connus, mais les entraîneurs nommés étaient :
- Didier Dinart (), entraîneur de l'équipe de France :
  - a remporté la médaille de bronze du Championnat d'Europe 2018
- Kristján Andrésson (), entraîneur de l'équipe de Suède :
  - est finaliste du Championnat d'Europe 2018 et est qualifié pour le Championnat du monde 2019
  - permet à la Suède de remporter sa première médaille européenne en 16 ans
- Thierry Anti (), entraîneur du club français du HBC Nantes :
  - a atteint la finale de la Ligue des champions lors de la deuxième saison de Nantes dans la meilleure compétition européenne
- Patrice Canayer (), entraîneur du club français du Montpellier Handball :
  - a remporté son deuxième titre en Ligue des champions avec Montpellier, 15 ans après le titre de 2003
  - est le premier entraîneur à remporter la Ligue des champions après avoir été engagé dans les poules basses
  - est élu meilleur entraîneur de la Ligue des champions 2017/18
- Jordi Ribera (), entraîneur de l'équipe d'Espagne :
  - a conduit l'Espagne à son premier titre européen en janvier 2018

Pour les équipes féminines, Olivier Krumbholz, élu en 2010, est élu pour la deuxième fois meilleur entraîneur mondial de l'année. Les résultats détaillés ne sont pas connus, mais les entraîneurs nommés étaient :
- Olivier Krumbholz (), entraîneur de l'équipe de France :
  - a conduit la France à son premier titre européen en décembre 2018
- Þórir Hergeirsson (), entraîneur de l'équipe de Norvège :
  - a conduit la Norvège à la 5e place du Championnat d'Europe
- Ambros Martín (), entraîneur de l'équipe de Roumanie, du club hongrois du Győri ETO KC (jusqu'en juin 2018), du club russe du Rostov-Don (depuis juin 2018) :
  - a remporté son quatrième titre en Ligue des champions 2017/18 avec Györ
  - est resté invaincu en Ligue des champions avec Rostov-Don jusqu’à la fin de l’année.
  - a conduit la Roumanie vers les demi-finales du Championnat d'Europe pour la première fois depuis 2010 (quatrième place)
  - est l'un des rares entraîneurs à diriger une équipe nationale de haut niveau et une équipe jouant la Ligue des champions
- Ljubomir Obradović (), entraîneur de l'équipe de Serbie : 
  - a conduit la Serbie à la 11e place du Championnat d'Europe
- Helle Thomsen (), entraîneuse de l'équipe des Pays-Bas :
  - a remporté la médaille de bronze du Championnat d'Europe avec les Pays-Bas - sa troisième médaille consécutive de champion d'Europe avec deux équipes différentes (bronze avec la Suède en 2014, argent avec les Pays-Bas en 2016)
  - est la seule entraîneuse au Championnat d'Europe
  - a dirigé le club roumain du CSM Bucarest jusqu'au quart de finale de la Ligue des champions

## Bilan de la saison 2017-2018 en club

### Coupes d'Europe (clubs)
| Compétition         | Vainqueur            | Finaliste         |
| ------------------- | -------------------- | ----------------- |
| Ligue des champions | Montpellier Handball | HBC Nantes        |
| Coupe de l'EHF      | Füchse Berlin        | Saint-Raphaël VHB |
| Coupe Challenge     | AHC Potaissa Turda   | AEK Athènes       |

| Compétition         | Vainqueur    | Finaliste           |
| ------------------- | ------------ | ------------------- |
| Ligue des champions | Győri ETO KC | Vardar Skopje       |
| Coupe de l'EHF      | SCM Craiova  | Vipers Kristiansand |
| Coupe Challenge     | MKS Lublin   | Rocasa Gran Canaria |

### Championnats européens
| Rang EHF | Rang EHF | Championnat        | Vainqueur                       |
| Rang     | Evol.    | Championnat        | Vainqueur                       |
| -------- | -------- | ------------------ | ------------------------------- |
| 1        | —        | Allemagne          | SG Flensburg-Handewitt          |
| 2        | +1       | Hongrie            | Pick Szeged                     |
| 3        | -1       | Espagne            | FC Barcelone                    |
| 4        | —        | France             | Paris Saint-Germain             |
| 5        | +1       | Pologne            | KS Kielce                       |
| 6        | -1       | Danemark           | Skjern Håndbold                 |
| 7        | —        | Slovénie           | RK Celje                        |
| 8        | —        | Macédoine          | RK Vardar Skopje                |
| 9        | +2       | Croatie            | RK Zagreb                       |
| 10       | +3       | Portugal           | Sporting CP Lisbonne            |
| 11       | -        | Suède              | IFK Kristianstad                |
| 12       | -        | Roumanie           | Dinamo Bucarest                 |
| 13       | -        | Suisse             | Wacker Thoune                   |
| 14       | -        | Ukraine            | HC Motor Zaporijia              |
| 15       | -        | Biélorussie        | HC Meshkov Brest                |
| 16       | -        | Russie             | Medvedi Tchekhov                |
| 17       | -        | Norvège            | Elverum Handball                |
| 18       | -        | Serbie             | RK Vojvodina Novi Sad           |
| 19       | -        | République tchèque | HC Baník Karviná                |
| 20       | -        | Slovaquie          | HT Tatran Prešov                |
| 21       | -        | Belgique           | Achilles Bocholt                |
| 22       | -        | Finlande           | Riihimäen Cocks                 |
| 23       | -        | Pays-Bas           | HV Aalsmeer                     |
| 24       | -        | Turquie            | Beşiktaş JK                     |
| 25       | -        | Autriche           | Fivers Margareten               |
| 26       | -        | Grèce              | Olympiakos Le Pirée             |
| 27       | -        | Islande            | ÍB Vestmannaeyja                |
| 28       | -        | Estonie            | Põlva Serviti                   |
| 29       | -        | Kosovo             | KH Besa Famiglia                |
| 30       | -        | Luxembourg         | Handball Käerjeng               |
| 31       | -        | Israël             | Hapoël Rishon LeZion            |
| 32       | -        | Bosnie-Herzégovine | HRK Izviđač Ljubuški            |
| 33       | -        | Italie             | PJ Junior Fasano                |
| 34       | -        | Bulgarie           | HK Lokomotiv Varna              |
| 35       | -        | Chypre             | Université européenne de Chypre |
| 36       | -        | Moldavie           | PGU Tiraspol                    |
| 37       | -        | Grande-Bretagne    | Glasgow HC                      |
| 38       | -        | Lituanie           | HC Klaipėda Dragūnas            |
| 39       | -        | Monténégro         | RK Lovćen Cetinje               |
| 40       | -        | Géorgie            | HC Batoumi                      |

| Rang EHF | Rang EHF        | Championnat        | Vainqueur               |
| Rang     | Evol.           | Championnat        | Vainqueur               |
| -------- | --------------- | ------------------ | ----------------------- |
| 1        | en stagnation   | Danemark           | Copenhague Handball     |
| 2        | en stagnation   | Hongrie            | Győri ETO KC            |
| 3        | en stagnation   | Russie             | Rostov-Don              |
| 4        | en stagnation   | Norvège            | Vipers Kristiansand     |
| 5        | en augmentation | Roumanie           | CSM Bucarest            |
| 6        | en diminution   | Allemagne          | Thüringer HC            |
| 7        | en diminution   | France             | Metz Handball           |
| 8        | en stagnation   | Monténégro         | ŽRK Budućnost Podgorica |
| 9        | en augmentation | Macédoine          | ŽRK Vardar Skopje       |
| 10       | en augmentation | Suède              | IK Sävehof              |
| 11       | en augmentation | Slovénie           | RK Krim                 |
| 12       | en augmentation | Pologne            | MKS Lublin              |
| 13       | en augmentation | Turquie            | Muratpaşa BSK           |
| 14       | en diminution   | Autriche           | Hypo Niederösterreich   |
| 15       | en diminution   | Croatie            | ŽRK Podravka Koprivnica |
| 16       | en diminution   | Espagne            | Bera Bera               |
| 17       | en augmentation | Pays-Bas           | VOC Amsterdam           |
| 18       | en stagnation   | Serbie             | ŽORK Jagodina           |
| 19       | en augmentation | Ukraine            | SC Galytchanka Lviv     |
| 20       | en diminution   | République tchèque | DHK Banik Most          |
| ...      |                 |                    |                         |

#### Saison 2017-2018 en Allemagne
| Compétition             | Vainqueur              | Second             | Score   |
| ----------------------- | ---------------------- | ------------------ | ------- |
| Championnat d'Allemagne | SG Flensburg-Handewitt | Rhein-Neckar Löwen | -       |
| Coupe d'Allemagne       | Rhein-Neckar Löwen     | SC Magdebourg      | 30 – 26 |
| Supercoupe*             | Rhein-Neckar Löwen     | THW Kiel           | 33 – 31 |

* l'édition 2017-2018 de la Supercoupe s'est déroulée en 2017.

#### Saison 2017-2018 en Espagne
| Compétition           | Vainqueur    | Second           | Score   |
| --------------------- | ------------ | ---------------- | ------- |
| Championnat d'Espagne | FC Barcelone | CB Ademar León   | -       |
| Coupe ASOBAL*         | FC Barcelone | CB Ademar León   | 28 – 22 |
| Coupe du Roi          | FC Barcelone | Logroño La Rioja | 35 – 28 |
| Supercoupe*           | FC Barcelone | Logroño La Rioja | 31 – 25 |

* les éditions 2017-2018 de la Coupe ASOBAL et de la Supercoupe se sont déroulées en 2017.

#### Saison 2017-2018 en France
| Compétition            | Vainqueur           | Second                  | Score   |
| ---------------------- | ------------------- | ----------------------- | ------- |
| Championnat de France  | Paris Saint-Germain | Montpellier Handball    | -       |
| Coupe de France        | Paris Saint-Germain | USAM Nîmes Gard         | 30 – 26 |
| Coupe de la Ligue      | Paris Saint-Germain | Fenix Toulouse Handball | 40 – 30 |
| Trophée des champions* | HBC Nantes          | Paris Saint-Germain     | 32 – 26 |

| Compétition           | Vainqueur               | Second                  | Score   |
| --------------------- | ----------------------- | ----------------------- | ------- |
| Championnat de France | Metz Handball           | Brest Bretagne Handball | 53 – 51 |
| Coupe de France       | Brest Bretagne Handball | Toulon Saint-Cyr VHB    | 30 – 21 |

## Principaux transferts de l'intersaison 2018
Une liste non exhaustive des transferts ayant eu lieu à l'intersaison est :
| Nat. | Joueur                | Champ. | Club 2017-2018         | Champ.          | Club 2018-2018        |
| ---- | --------------------- | ------ | ---------------------- | --------------- | --------------------- |
|      | Karol Bielecki        |        | KS Kielce              | Fin de carrière | Fin de carrière       |
|      | Luka Cindrić          |        | Vardar Skopje          |                 | KS Kielce             |
|      | Kim Ekdahl du Rietz   |        | Rhein Neckar Löwen     |                 | Paris Saint-Germain   |
|      | Ludovic Fabregas      |        | Montpellier Handball   |                 | FC Barcelone          |
|      | Raúl González (Entr.) |        | Vardar Skopje          |                 | Paris Saint-Germain   |
|      | Wissem Hmam           |        | Saint-Raphaël VHB      | Fin de carrière | Fin de carrière       |
|      | Artsem Karalek        |        | Saint-Raphaël VHB      |                 | KS Kielce             |
|      | Geoffroy Krantz       |        | Saint-Raphaël VHB      | Fin de carrière | Fin de carrière       |
|      | Kentin Mahé           |        | SG Flensburg-Handewitt |                 | Veszprém KSE          |
|      | Viran Morros          |        | FC Barcelone           |                 | Paris Saint-Germain   |
|      | Daniel Narcisse       |        | Paris Saint-Germain    | Fin de carrière | Fin de carrière       |
|      | Hendrik Pekeler       |        | Rhein Neckar Löwen     |                 | THW Kiel              |
|      | Valero Rivera         |        | FC Barcelone           |                 | HBC Nantes            |
|      | José Manuel Sierra    |        | SC Pick Szeged         |                 | Saran Loiret Handball |
|      | Manuel Štrlek         |        | KS Kielce              |                 | Veszprém KSE          |
|      | Arpad Šterbik         |        | Vardar Skopje          |                 | Veszprém KSE          |
|      | Sławomir Szmal        |        | KS Kielce              | Fin de carrière | Fin de carrière       |
|      | Uroš Zorman           |        | KS Kielce              | Fin de carrière | Fin de carrière       |

| Nat. | Joueur                    | Champ. | Club 2017-2018    | Champ.          | Club 2018-2018             |
| ---- | ------------------------- | ------ | ----------------- | --------------- | -------------------------- |
|      | Camille Ayglon-Saurina    |        | CSM Bucarest      |                 | Nantes LAH                 |
|      | Alexandrina Barbosa       |        | Rostov-Don        |                 | Nantes LAH                 |
|      | Frédéric Bougeant (Entr.) |        | Rostov-Don        |                 | Nantes LAH                 |
|      | Siraba Dembélé            |        | Rostov-Don        |                 | Toulon Saint-Cyr VHB       |
|      | Ana Gros                  |        | Metz Handball     |                 | Brest Bretagne Handball    |
|      | Isabelle Gulldén          |        | CSM Bucarest      |                 | Brest Bretagne Handball    |
|      | Polina Kouznetsova        |        | ŽRK Vardar Skopje |                 | Rostov-Don                 |
|      | Veronica Kristiansen      |        | FC Midtjylland    |                 | Győri ETO KC               |
|      | Alexandra Lacrabère       |        | ŽRK Vardar Skopje |                 | CJF Fleury Loiret Handball |
|      | Laurisa Landre            |        | Metz Handball     |                 | Toulon Saint-Cyr VHB       |
|      | Andrea Lekić              |        | ŽRK Vardar Skopje |                 | CSM Bucarest               |
|      | Amandine Leynaud          |        | ŽRK Vardar Skopje |                 | Győri ETO KC               |
|      | Ambros Martín (Entr.)     |        | Győri ETO KC      |                 | Rostov-Don                 |
|      | Gnonsiane Niombla         |        | CSM Bucarest      |                 | Metz Handball              |
|      | Andrea Penezić            |        | ŽRK Vardar Skopje |                 | Siófok KC                  |
|      | Jovanka Radičević         |        | ŽRK Vardar Skopje |                 | CSM Bucarest               |
|      | Marina Rajčić             |        | Metz Handball     |                 | ŽRK Budućnost Podgorica    |
|      | Inna Souslina             |        | ŽRK Vardar Skopje | Fin de carrière | Fin de carrière            |

## Décès
- 7 février :  Waltraud Kretzschmar
- 8 mars :  Albin Vidović
- 5 avril :  Branislav Pokrajac